# L'ultimo teorema di Fermat
L'ultimo teorema di Fermat è un saggio del 1997 scritto da Simon Singh in cui viene ripercorsa la storia dell'ultimo teorema di Fermat e della dimostrazione della sua validità da parte di Andrew Wiles.

## Edizioni italiane
- Simon Singh, L'ultimo teorema di Fermat. L'avventura di un genio, di un problema matematico e dell'uomo che lo ha risolto dopo tre secoli, traduzione di Carlo Capararo e Brunello Lotti, Premessa di John Lynch, Collana Saggi stranieri, Milano, Rizzoli, agosto 1997, ISBN 978-88-178-4528-1. - Milano, Euroclub, 1998; Collana La Scala. Saggi, Milano, BUR, 1999, ISBN 978-88-171-1291-8; Collana La Grande Biblioteca della Scienza, Milano, Fabbri Editori, 2009; Collana La matematica come un romanzo, Corriere della Sera-RCS, 2014; Collana Le scoperte · Le invenzioni, Milano, BUR-Rizzoli, 2018, ISBN 978-88-171-0296-4.